# Phonsavan
Phonsavan (laotisch: ໂພນສະຫວັນ) ist die Hauptstadt der laotischen Provinz Xieng Khouang. Phonsavan wird auch Muang Pek oder wie der Bezirk selbst Xieng Khouang (ausgesprochen Chiang Kwang) genannt. Touristisch ist die 48.643 Einwohner zählende und damit fünftgrößte Stadt Laos durch die nahe gelegene Ebene der Tonkrüge bekannt.

## Stadtanlage und Geschichte
Da die alte Bezirkshauptstadt Muang Khoun während des Krieges zwischen den Pathet Lao und den USA fast vollständig zerbombt wurde, wurde Phonsavan Mitte der 1970er Jahre als neue Provinzhauptstadt gebaut. Die Stadt wurde großflächig mit schnurgeraden und teilweise sehr breiten Straßen angelegt. Straßenschilder und Hausnummern sucht man allerdings bis heute vergebens. Phonsavan dehnt sich zu beiden Seiten des Flusses Nam Kat aus. Mitten in der Stadt befinden sich Reisfelder. Krankenhaus, Polizeihauptquartier, Kaserne, Oberschule und die meisten Behörden liegen an einer breiten Allee im Süden der Stadt, während sich die meisten Geschäfte, die Märkte und das Postamt in der Hauptstraße im nördlichen Teil der Stadt befinden. Seit 2002 sind alle wichtigen Straßen der Stadt asphaltiert, der Anschluss an das Stromnetz erfolgte 2004.

## Klima
|                       | Jan  | Feb  | Mär  | Apr   | Mai   | Jun  | Jul   | Aug   | Sep   | Okt  | Nov  | Dez  |   |         |
| Mittl. Tagesmax. (°C) | 23,3 | 25,7 | 28,1 | 28,7  | 27,1  | 27,2 | 26,7  | 26,5  | 26,6  | 28,4 | 23,8 | 21,7 | ⌀ | 26,1    |
| Mittl. Tagesmin. (°C) | 8,8  | 10,7 | 14,0 | 16,6  | 19,0  | 20,0 | 19,7  | 19,4  | 17,8  | 15,4 | 11,6 | 7,8  | ⌀ | 15,1    |
|                       |      |      |      |       |       |      |       |       |       |      |      |      |   |         |
| Niederschlag (mm)     | 8,7  | 15,8 | 56,9 | 145,2 | 193,6 | 193  | 276,8 | 300,9 | 158,2 | 63,6 | 23,1 | 8,4  | Σ | 1.444,2 |
|                       |      |      |      |       |       |      |       |       |       |      |      |      |   |         |
| Regentage (d)         | 2    | 3    | 5    | 13    | 18    | 20   | 22    | 22    | 16    | 9    | 4    | 2    | Σ | 136     |

| 8,8 |

| 10,7 |

| 14,0 |

| 16,6 |

| 19,0 |

| 20,0 |

| 19,7 |

| 19,4 |

| 17,8 |

| 15,4 |

| 11,6 |

| 7,8 |

| 8,8 |

| 10,7 |

| 14,0 |

| 16,6 |

| 19,0 |

| 20,0 |

| 19,7 |

| 19,4 |

| 17,8 |

| 15,4 |

| 11,6 |

| 7,8 |

| N i e d e r s c h l a g | 8,7 | 15,8 | 56,9 | 145,2 | 193,6 | 193 | 276,8 | 300,9 | 158,2 | 63,6 | 23,1 | 8,4 |
|                         | Jan | Feb  | Mär  | Apr   | Mai   | Jun | Jul   | Aug   | Sep   | Okt  | Nov  | Dez |

## Sehenswürdigkeiten

Denkmal der gefallenen Vietnamesen.

Denkmal der gefallenen Laoten.

In der Stadt selbst sind – abgesehen von einem SOS-Kinderdorf mit angeschlossener Schule – zwei Denkmäler sehenswert, von denen man jeweils einen schönen Blick auf die Stadt hat. Das Denkmal zur Erinnerung an die gefallenen Laoten wurde 1998 im Südosten der Stadt errichtet. Hier sollen 4000 Menschen bestattet sein, auf den Namenstafeln sind bis jetzt 1500 Namen verzeichnet. Etwa einen Kilometer entfernt entstand bereits 1992 das Denkmal zur Erinnerung an die gefallenen Vietnamesen im Südwesten der Stadt. Die Asche der ursprünglich hier bestatteten Soldaten wurde 1996 nach Vietnam überführt, anschließend wurde die Anlage zu einem Denkmal der Freundschaft zwischen Laos und Vietnam umgestaltet.
Besuchenswert ist ebenfalls der alte Friedhof von Phonsavan mit verschiedenen buddhistischen, chinesischen und auch einigen christlichen Grabstätten. Er liegt an und auf einem Hügel im Nordosten der Stadt, von dem sich auch eine schöne Aussicht auf die Umgebung bietet.

## Verkehrsverbindungen
Phonsavan hat einen kleinen Inlandsflughafen Xieng Khouang (IATA-Code: XKH), von dem aus täglich eine Flugverbindung von und nach Vientiane besteht.
Der Busbahnhof für überregionale Busse liegt etwa vier Kilometer westlich des Zentrums. Von hier verkehren täglich mehrere Busse nach Vientiane sowie ein Bus nach Luang Prabang. Der Busbahnhof für Busse in die unmittelbare Umgebung der Stadt befindet sich im Südwesten der Stadt. Von hier aus erreicht man mehrmals täglich Muang Khoun und die Ebene der Tonkrüge.

## Umgebung
Wenige Kilometer südlich der Stadt ist die Ebene der Krüge, eine der Hauptattraktionen des Landes, sehenswert.
Etwa 30 Kilometer südöstlich von Phonsavan liegt die alte Stadt Muang Khoun, die über eine gute Straße zu erreichen ist und ein lohnendes Ausflugsziel darstellt.

## Eindrücke aus Phonsavan

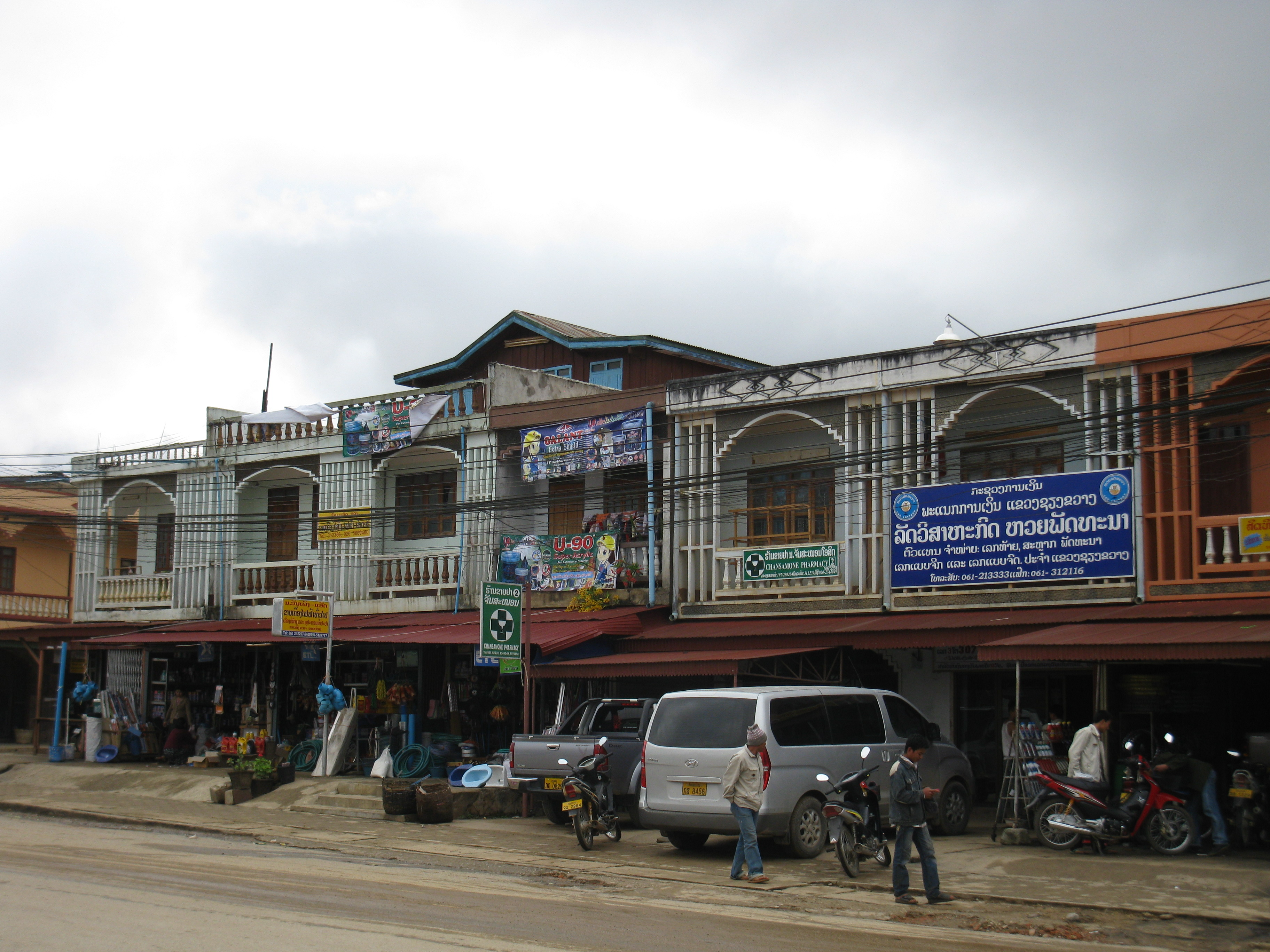
Hauptstraße von Phonsavan
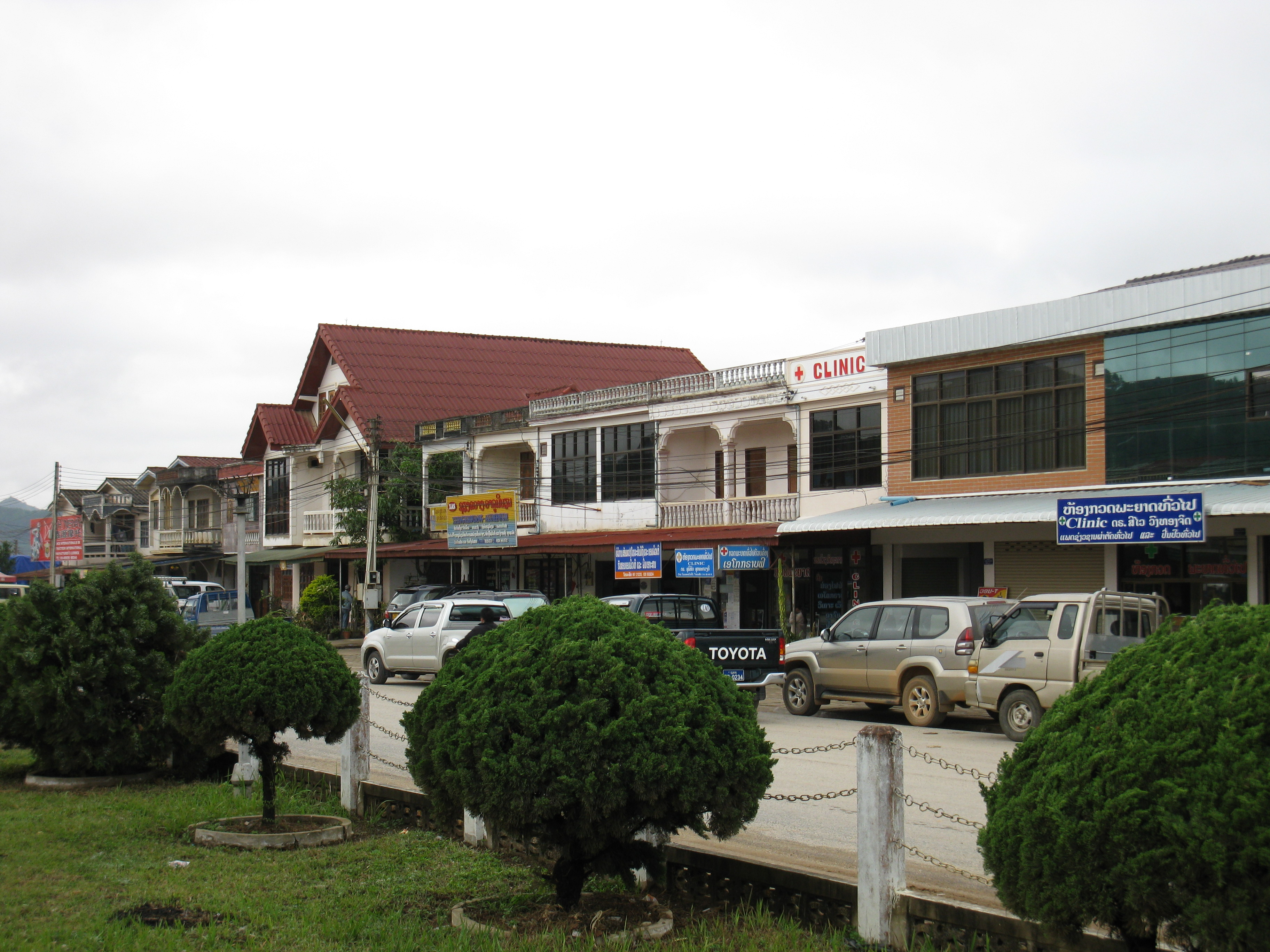
Hauptstraße von Phonsavan
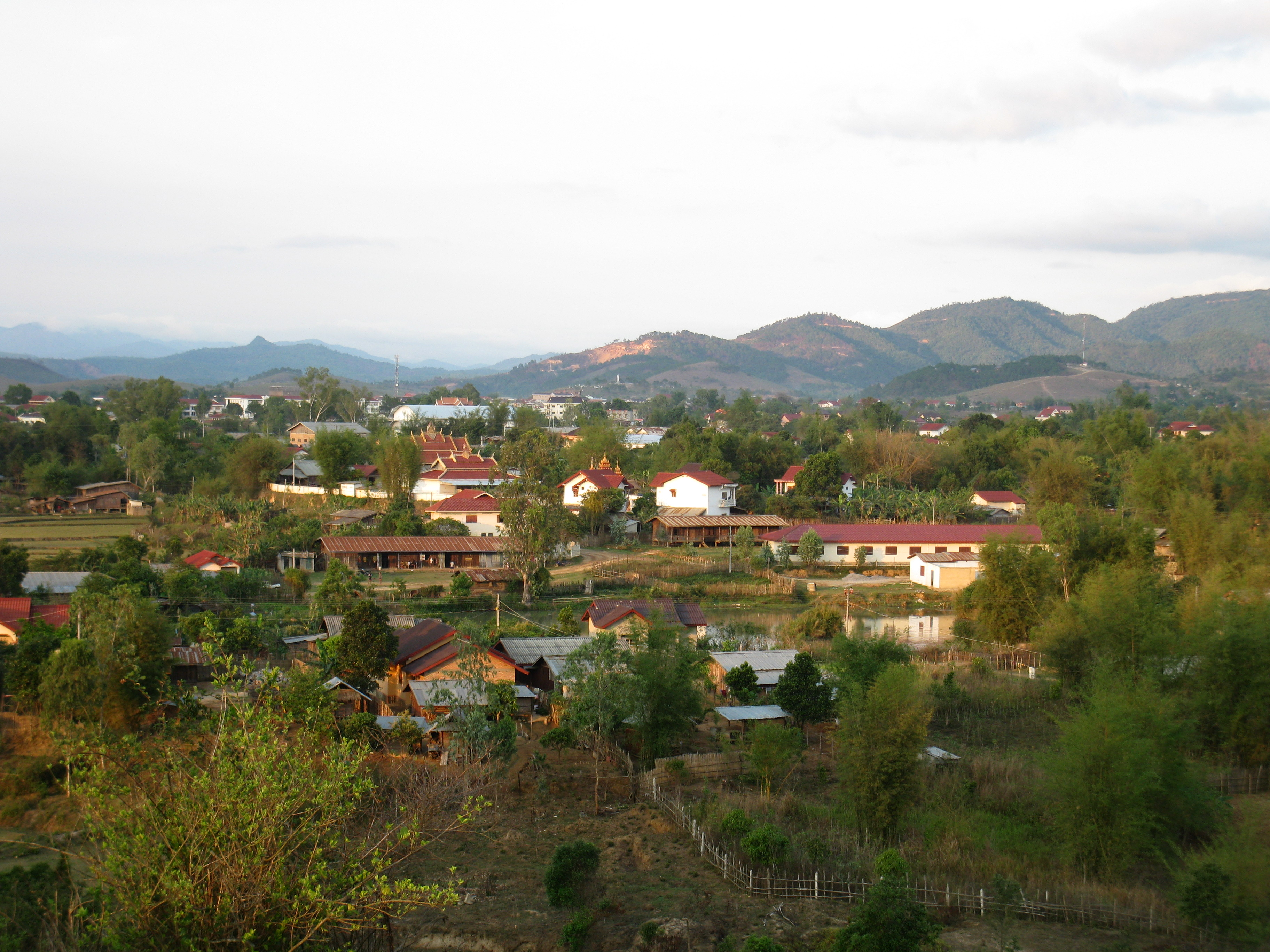
Ansicht der Stadt von Süden
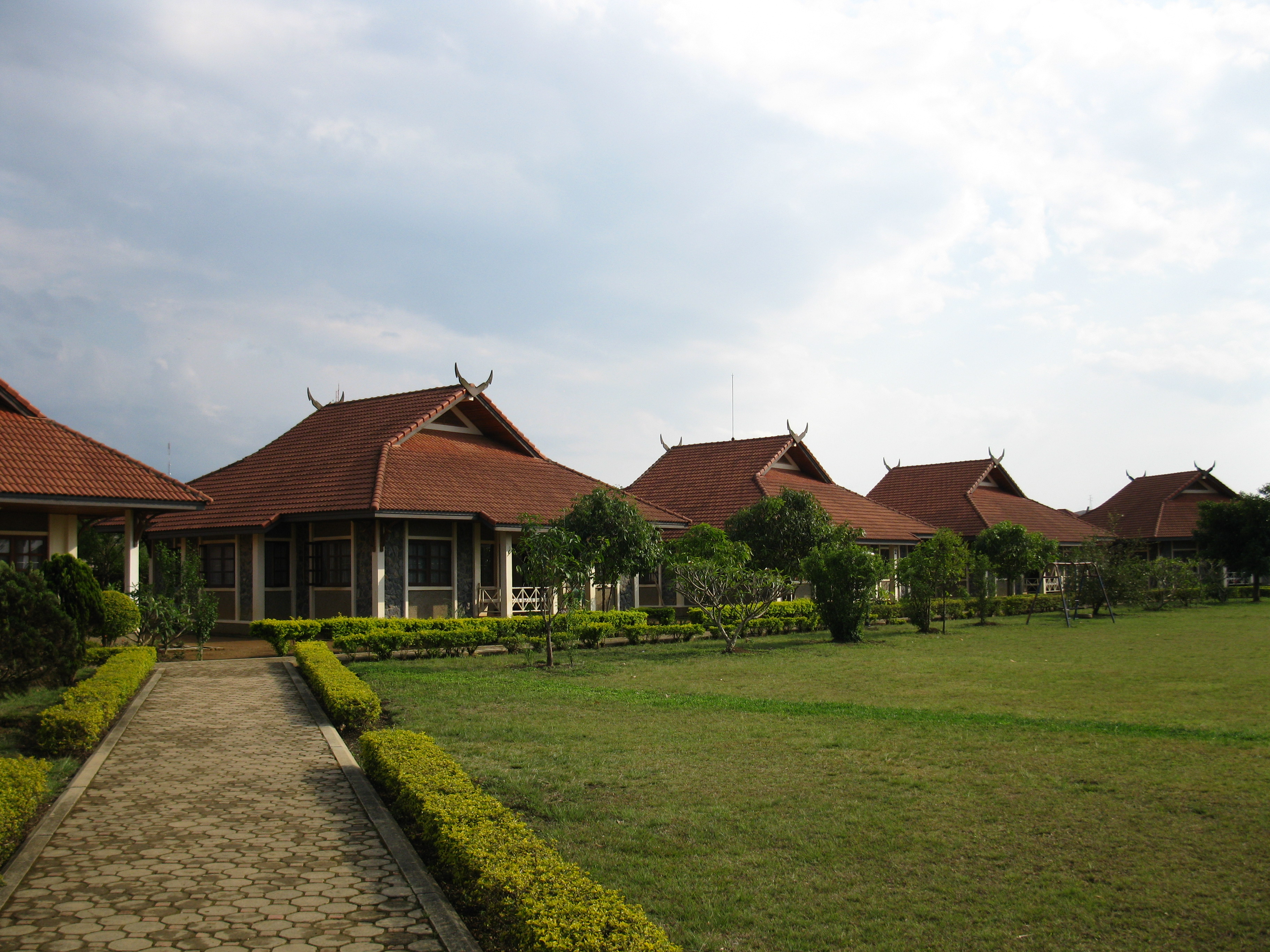
SOS-Kinderdorf
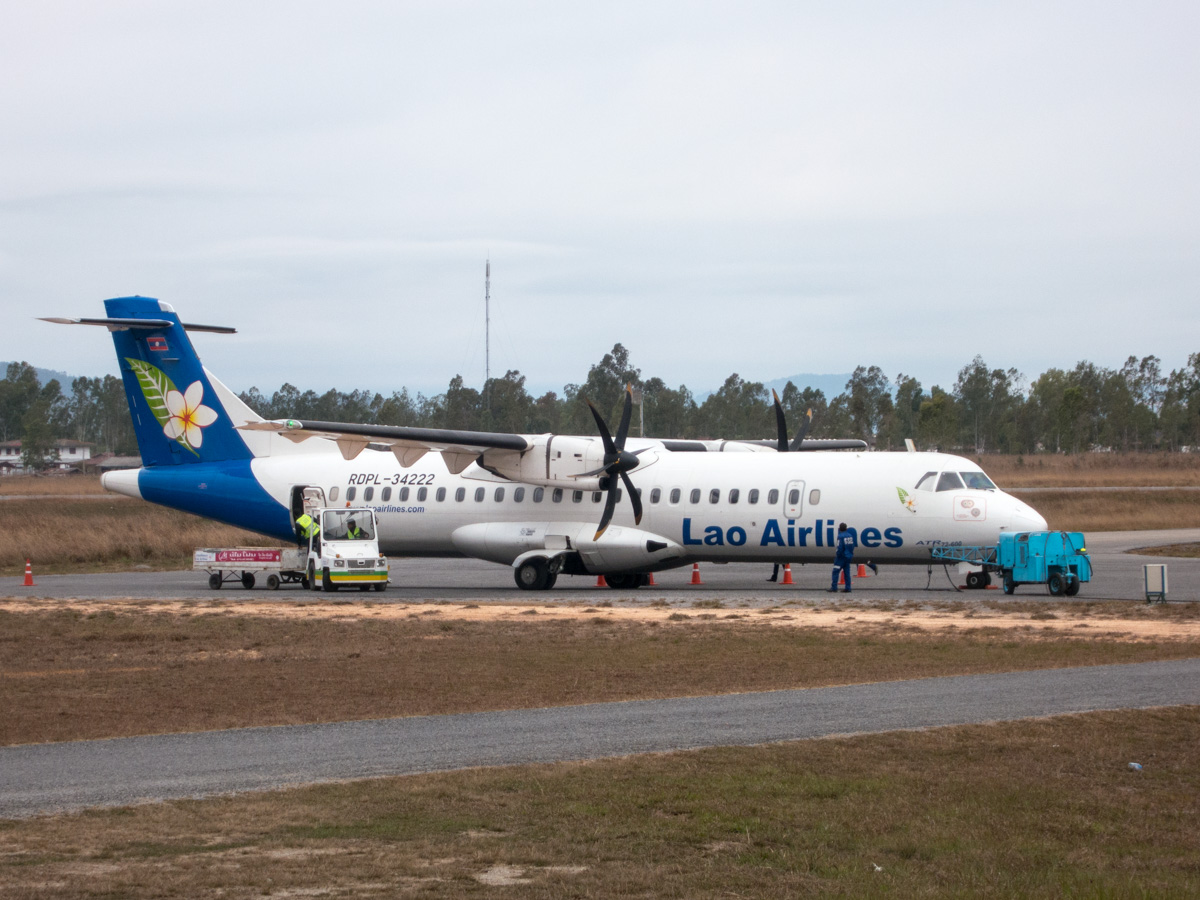
Maschine der Lao Airlines auf dem Xieng Khouang Airport in Phonsavan